# Đĩa Phaistos
Đĩa Phaistos là một đĩa đất sét nung khai quật từ cung điện Phaistos của nền văn minh Minos trên đảo Crete, niên đại vào khoảng giữa hay cuối thời đồ đồng Minos (thiên niên kỷ 2 TCN). Cái đĩa có đường kính 15 cm (5.9 in), có hình xoắn ốc trên cả hai mặt với nhiều kí hiệu/hình vẽ khác nhau. Mục đích và ý nghĩa, thậm chí cả nơi chế tạo, vẫn là vấn đề tranh cãi, khiến nó trở thành một trong những bí ẩn lớn nhất trong khảo cổ học. Hiện vật độc đáo này hiện được trưng bày ở bảo tàng khảo cổ học Heraklion.
Cái đĩa này được nhà khảo cổ học người Ý Luigi Pernier phát hiện năm 1908 trong một khu cung điện Minos của Phaistos. Trên đĩa có 241 kí hiệu (gồm 45 kí hiệu riêng biệt), có vẻ được tạo nên bằng cách ấn "triện" xuống mặt đất sét mềm theo chiều xoắn ốc vào tâm đĩa.
Đĩa Phaistos gợi lên trí tưởng tượng cho những nhà khảo cổ học, cả nghiệp dư lẫn chuyên nghiệp, và đã có nhiều cố gắng nhằm giải mã những kí hiệu trên đĩa. Dù chưa rõ về bản chất của những kí hiệu trên đĩa, các nhà nghiên cứu vẫn phỏng chừng nó là chữ viết; phỏng đoán phổ biến nhất rằng đây là một bảng âm tự, số khác cho rằng đây là bảng chữ cái hay chữ tượng hình.

## Phát hiện
Đĩa Phaistos được khai quật từ khu cung điện Minos ở Phaistos, gần Hagia Triada, trên vùng ven biển nam Crete; chính xác thì cái đĩa được tìm thấy trong tầng hầm của phòng 8 tại tòa nhà 101 thuộc một nhóm công trình nằm phía đông nam của cung điện chính. Nhóm nhà này đóng vai trò "cổng vào" quần thể cung điện. Nhà khảo cổ học Ý Luigi Pernier là người phát hiện ra chiếc đĩa, rộng chừng 15 cm (5,9 in), khi đó còn lớp đất bụi bám dày 1 xentimét (0,39 inch), vào ngày 3 tháng 7 năm 1908 trong đợt khai quật đầu của ông tại đây.
Nó nằm trong một căn buồng lớn của một khu "cất giữ đồ" ngầm dưới mặt đất. Những căn buồng này được che kín bằng vữa tốt. Trong đấy không có nhiều đồ tạo tác quý, nhưng lại có nhiều đất đen và tro, trộn với xương bò đốt cháy. Ở gian bắc buồng chính, trong cùng một lớp đất phủ, cách chỉ một vài inch về phía tây nam của cái đĩa và cách sàn 20 inch (51 xentimét), tấm khắc Linear A PH 1 được tìm thấy.

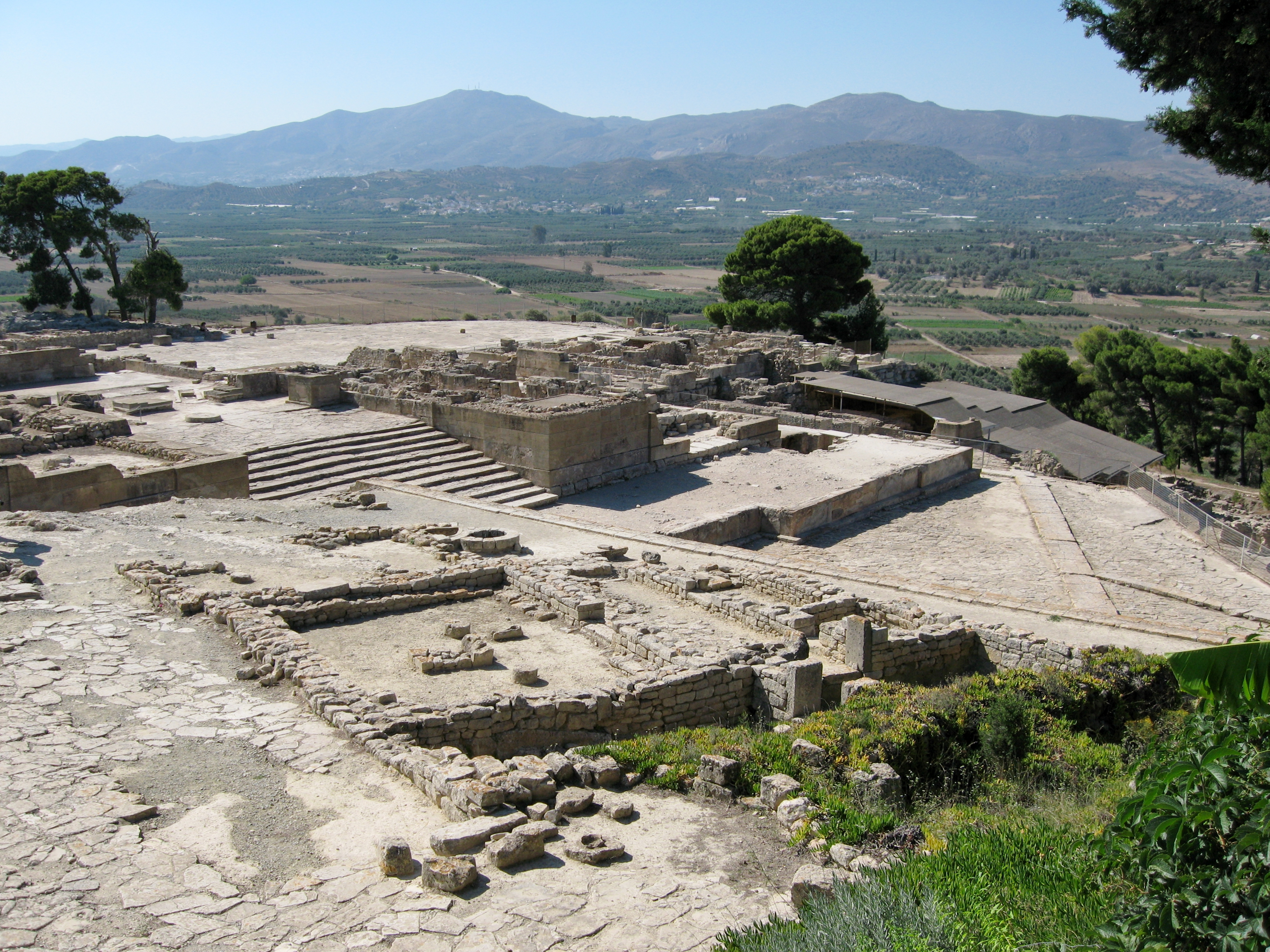
Quần thể cung điện ở Phaistos
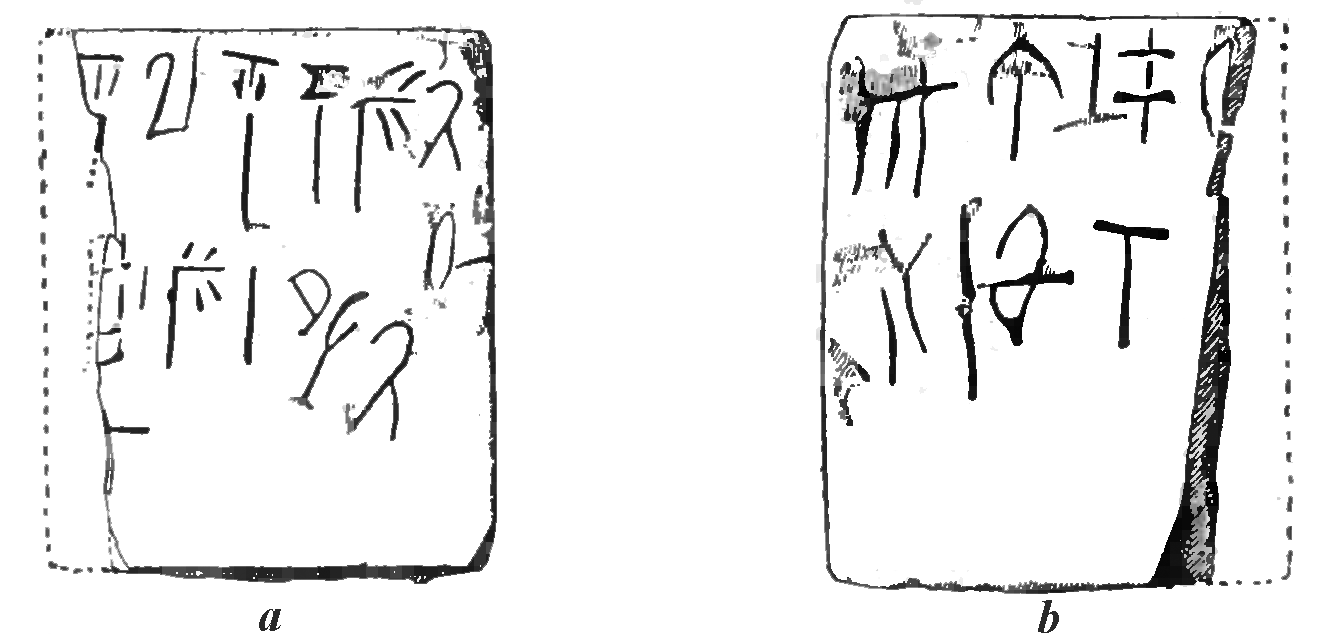
Tấm khắc PH-1

| Bảng Unicode đĩa Phaistos Official Unicode Consortium code chart: Phaistos Disc Version 13.0 |   |   |   |   |   |   |   |   |   |   |   |   |   |   |   |   |
|                                                                                              | 0 | 1 | 2 | 3 | 4 | 5 | 6 | 7 | 8 | 9 | A | B | C | D | E | F |
| U+101Dx                                                                                      | 𐇐 | 𐇑 | 𐇒 | 𐇓 | 𐇔 | 𐇕 | 𐇖 | 𐇗 | 𐇘 | 𐇙 | 𐇚 | 𐇛 | 𐇜 | 𐇝 | 𐇞 | 𐇟 |
| U+101Ex                                                                                      | 𐇠 | 𐇡 | 𐇢 | 𐇣 | 𐇤 | 𐇥 | 𐇦 | 𐇧 | 𐇨 | 𐇩 | 𐇪 | 𐇫 | 𐇬 | 𐇭 | 𐇮 | 𐇯 |
| U+101Fx                                                                                      | 𐇰 | 𐇱 | 𐇲 | 𐇳 | 𐇴 | 𐇵 | 𐇶 | 𐇷 | 𐇸 | 𐇹 | 𐇺 | 𐇻 | 𐇼 | 𐇽  |   |   |